# Анна Мария фон Золмс-Зоненвалде
Анна Мария фон Золмс-Зоненвалде-Поух (на немски: Anna Maria zu Solms-Sonnenwalde-Pouch) е графиня от Золмс-Зоневалде-Поух и чрез женитба графиня на Хоенлое-Лангенбург.

## Биография
Родена е на 24 януари 1585 година в Зоненвалде. Тя е дъщеря на граф Ото фон Золмс-Зоневалде-Поух (1550 – 1612) и съпругата му графиня Анна Амалия фон Насау-Вайлбург (1560 – 1634), дъщеря на граф Албрехт фон Насау-Вайлбург-Отвайлер (1537 – 1593) и Анна фон Насау-Диленбург (1541 – 1616). Сестра е на Доротея (1586 – 1625), омъжена на 30 ноември 1616 г. за пфалцграф Георг Вилхелм фон Пфалц-Цвайбрюкен-Биркенфелд (1591 – 1669).
Анна Мария се омъжва на 26 януари 1609 г. в Зоненвалде за граф Филип Ернст фон Хоенлое-Лангенбург (* 11 август 1584; † 29 януари 1628), син на граф Волфганг фон Хоенлое-Вайкерсхайм (1546 – 1610) и Магдалена фон Насау-Диленбург (1547 – 1633), дъщеря на граф Вилхелм I Богатия фон Насау-Диленбург.
През Тридесетгодишната война Анна Мария става вдовица и поема управлението. През септември 1634 г. тя бяга с майка си и децата си под закрилата на 200 свикани конници на пфалцграфа при Рейн в Саарбрюкен и след това в Отвайлер в родината на майка ѝ в Насау-Саарбрюкен. Там графиня Анна Мария умира на 20 ноември 1634 г. на 4-годишна възраст. Погребана е заедно с нейния съпруг в гробницата на градската църква в Лангенбург.

## Деца
Анна Мария и граф Филип Ернст фон Хоенлое-Лангенбург имат децата:
- Волфганг Ото (1611 – 1632)
- Филип Ернст (*/† 1612)
- Лудвиг Крафт (1613 – 1632)
- Филип Мориц (1614 – 1635)
- Георг Фридрих (1615 – 1616)
- Анна Магдалена (1617 – 1671), омъжена 1649 г. в Лангенбург за бургграф Георг Лудвиг фон Кирхберг (1626 – 1686)
- Доротея София (1618)
- Йоахим Албрехт (1619 – 1675), граф на Хоенлое-Кирхберг
- Ева Кристина (1621 – 1681), омъжена на 24 юни 1646 г. във Валденбург за граф Волфганг Фридрих фон Хоенлое-Валденбург (1617 – 1658)
- Мария Юлиана(1623 – 1695), омъжена

1. на 14 ноември 1647 г. във Валденбург за граф Йохан Вилхелм Шенк фон Лимпург-Гайлдорф-Шмиделфелд (1607 – 1655);
2. на 22 ноември 1663 г. в Шмиделфелд за граф Франц фон Лимпург-Шпекфелд (1637 – 1673)

- Хайнрих Фридрих фон Хоенлое-Лангенбург (1625 – 1699), граф на Хоенлое-Лангенбург (1628 – 1699), женен

1. на 25 февруари 1652 г. за графиня Елеанора Магдалена фон Хоенлое-Вайкерсхайм (1635 – 1657);
2. на 5 юли 1658 г. за графиня Юлиана Доротея фон Кастел-Ремлинген (1640 – 1706)